# Denis O’Dea
Denis O’Dea (Dublin, 1905. április 26. – Dublin, 1978. november 5.) ír színész.

## Pályája
Dublinban született. Nagyon fiatalon, anyjával, a Kerry megyéből származó Kathleennel együtt beköltöztek a nővéréhez, aki panziót vezetett a South Richmond Street 54. alatt. Denis előbb biztosítási ügynökként dolgozott, azután színészet felé fordult. Vezető tagja lett a dublini Abbey Theatre-nek, amelynek irattárában 1929 és 1953 közötti nagy pályája összes előadásának listája megtalálható. Teresa Deevy ír drámaíró több darabjában is játszott, egyik-másikkal New Yorkban és Angliában is turnézott. Nevezetes filmszerepei a 30-as évek közepéről többek között: John Ford két filmje, A besúgó és Az eke és a csillagok (1936), valamint az IRA-tag James Masont üldöző rendőrfelügyelő Carol Reed filmjében, az Egy ember lemaradban (1947).

## Családja
Feleségét, Siobhán McKenna színésznőt 1946-ban vette feleségül, és 1978-ban bekövetkező haláláig házasok voltak. Fiuk, Donnacha O’Dea, úszóbajnok és profi pókerjátékos.

## Filmszerepei[5]
- 1960 – Esther and the King –  Mordecai
- 1959
  - ITV Television Playhouse (televíziós sorozat – egy epizódban) Thomas Canon Skerritt tiszteletes
  - A kertész és a kis emberkék (Darby O'Gill and the Little People) –  Murphy atya (magyar hangja: Papp János)[6]
  - Disneyland (televíziós sorozat – egy epizódban) –  Murphy atya
- 1957
  - The Story of Esther Costello –  Devlin atya
  - The Rising of the Moon –  Tom O'Hara rendőr őrmester
- 1955 – Captain Lightfoot –  Regis Donnell
- 1954 – Douglas Fairbanks, Jr., Presents (televíziós sorozat – egy epizódban) –  Talon őrnagy
- 1953
  - Mogambo –  Josef atya (magyar hangja: Besenczi Árpád)[7]
  - Sea Devils –  Lethierry
  - Niagara (Niagara) –  Starkey felügyelő (magyar hangja: Varga T. József)[8]
- 1951
  - Never Take No for an Answer –  Damico atya
  - Peppino e Violetta –  Damico atya
  - The Whiteheaded Boy (tévéfilm) –  George
  - Őfelsége kapitánya (Captain Horatio Hornblower R.N) –  Sir Rodney Leighton admirális (magyar hangja: Somogyvári Pál)[9]
  - The Long Dark Hall –  Sir Charles Morton
- 1950 – Kincses sziget (Treasure Island) –  Dr. Livesy (magyar hangja első szinkron: Juhász Jácint,[10] második szinkron: Csankó Zoltán[11])
- 1949
  - Landfall –  Burnaby kapitány
  - A Baktérítő alatt –  (Under Capricorn) Mr. Corrigan
  - Marry Me –  Saunders
  - The Bad Lord Byron –  Ügyész
- 1948 – Ledőlt bálvány (The Fallen Idol) –  Crowe felügyelő
- 1947
  - The Mark of Cain –  Sir William Godgrey
  - Egy ember lemarad (Odd Man Out) –  Rendőrfelügyelő
- 1936
  - Eke és csillagok (The Plough and the Stars)  –  The Covey
  - Beloved Enemy –  Sean's I.R.A.-s barátja (nem szerepel a stáblistán)
- 1935 – A besúgó (The Informer)  –  Utcai énekes